# 唐大肚贵
唐大肚贵（1980年代1980年或1981年—2002年8月12日），是一名生於连南瑶族自治县三排镇的瑶族人，為拯救一名掉進水裡的女童而死，被追認為「革命烈士」。

## 生平
唐大肚贵生前到韶关市一所洗衣粉厂裡當臨時工；他父母双亡，只好投靠人在韶关的叔叔。
2002年7月至10月，韶关市暴雨成灾，觸發了山崩、洪災等自然災害。8月12日，一個名為吴洁的女童到韶关探望父母，她跟幾個小孩在北江江边玩石子，期間不慎掉進江裡，那幾名孩童便高聲呼救；唐大肚贵和同事突然聽到呼救聲，便跑到半公里外的事发現場。唐大肚贵跳到江中，用手托起差點沉到江底的吴洁，他的同事和一名路人也跳進江裡，從唐大肚贵的手中接过吴洁；但是，唐大肚贵當時穿了一條牛仔裤，令他的身体在水中變得越来越重。有路人向他伸出竹竿，但唐大肚贵已經沉了下去，在水流湍急的北江裡失去蹤影；事後，派出所和公安局派員到现场搜寻唐大肚贵，但未果。
唐大肚贵失蹤後，獲救女童吴洁在北江江边跪了很久，祈求唐大肚贵平安歸來；吴洁的父亲打算把一叠鈔票交给唐大肚贵的叔叔，但對方不肯收下，認為唐大肚贵救人並不是為錢財。唐大肚贵的遗体在8月14日被人發現；他被有關部門追授「捨身救人好青年」的称号，亦被列入烈士名录。